# Buraq

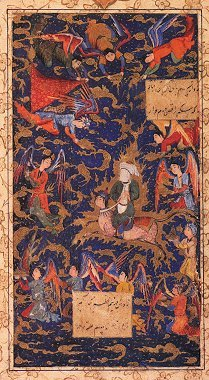
Mahoma cavalcant el Buraq; miniatura persa del.

El Buraq o al-Buraq (àrab: البراق, al-Burāq, literalment ‘raig’, ‘esclat resplendent’) és un cavall mitològic que apareix a la tradiciَó islàmica. Criatura dels cels que carregà Mahoma de la Terra al Cel i de retorn durant l'isrà i el miraj (‘viatge nocturn'), que és un dels esdeveniments relatats a l'Alcorà.
A la tradició islàmica, el Buraq sol ser descrit com «un animal blanc i gran, més llarg que un burro però més petit que una mula, que pot posar la seva peülla a una distància igual a la que assoleix la vista.»
A la literatura i l'art, el Buraq és presentat sovint com una bèstia amb cara de dona o també com una criatura híbrida part àliga i part cavall, possiblement inspirada en les llegendes del Pegàs grec i el Lamassu babiloni.

## L'episodi del Viatge al setè cel o Viatge nocturn
Estant Mahoma a casa del seu cosí, tot fent la seva cinquena oració, decidí anar-se'n a la Kaba quan se li presentà davant seu l'àngel Gabriel. Aquest li obrí el pit, li tragué el cor i el rentà amb aigua beneïda, per després tornar-l'hi sense cap ferida. Aleshores arribà el Buraq perquè Mahoma el muntés. En companyia de Gabriel, viatjà a la «més llunyana mesquita» més ràpid que la llum. Quan hi arribaren, Mahoma entrà amb Gabriel i assistiren a l'oració de tahíyyat al-màsjid o d'entrada a la mesquita. Tot seguit ascendiren al primer cel i al següent i la resta, fins al setè; allà Gabriel deixà Mahoma que continuà fins a sídrat al-muntahà per tal de conèixer Déu. Hi arribà a estar molt a prop, però no li'n veié la cara. Déu mostrà a Mahoma unes terribles escenes de l'infern i el dolor. Mahoma baixà a la Terra i des d'aquell moment esdevingué un predicador de Déu.